# Serdar Dursun
Serdar Dursun (Hamburg, 19 oktober 1991) is een Turks-Duitse voetballer die bij voorkeur als aanvaller speelt.

## Clubcarrière
Dursun begon zijn carrière bij het tweede elftal van Hannover 96 in de vierde divisie van Duitsland. Hij maakte indruk met zijn spel en kreeg aanbiedingen uit Turkije. Hij accepteerde het bod van Eskişehirspor en vertrok naar Turkije, waar hij voor het grootste gedeelte speelde bij de tweede elftallen van voetbalclubs en weinig indruk wist te maken. In 2014 maakte hij een transfer naar Fatih Karagümrük, waar hij een basisplek wist te bemachtigen en vaker scoorde.
In 2016 keerde hij terug naar Duitsland om in de 2. Bundesliga te spelen voor SpVgg Greuther Fürth. Hij tekende twee jaar later bij SV Darmstadt 98 en werd in het seizoen 2020/21 topscorer van de 2. Bundesliga met 29 doelpunten. Dit leverde hem een oproep op voor het nationaal voetbalelftal van Turkije en een transfer naar de Turkse grootmacht Fenerbahçe, waar hij een driejarig contract tekende.

## Interlandcarrière
In oktober 2021 werd hij voor het eerst opgeroepen voor het Turks voetbalelftal. Op 11 oktober 2021 scoorde hij op zijn debuut, tegen de 1-2 gewonnen wedstrijd tegen Letland.